# Järnvägen
Järnvägen (franska: Le Chemin de fer) eller Gare Saint-Lazare är en oljemålning av den franske konstnären Édouard Manet från 1873. Målningen ingår sedan 1956 i National Gallery of Arts samlingar i Washington. 
Manet fick en traditionell konstutbildning hos Thomas Couture i den då förhärskande akademiska konststilen. Från den tog han med sig en fast och klar bilduppbyggnad med tydliga konturer. Men han blev framförallt känd som en konstnär som bröt med rådande konventioner och banade väg för impressionismen. 
Järnvägen ger ett tvådimensionellt intryck; ljuset faller platt på figurerna, så att inga volymskapande skuggor uppstår. Målningens bakgrund täcks av rökmoln för att ta bort all djupverkan. Genom sitt platta sätt att måla åstadkom Manet en känsla av oberörbarhet och avstånd vilket förstärks av att det inte finns någon interaktion mellan de porträtterade. Möjligen påverkades han av tidens ateljéfotografier med deras tillgjorda poser.
Målningen visar en kvinna och ett barn som väntar vid Gare Saint-Lazare, Paris största och bullrigaste järnvägsstation vid denna tidpunkt. Som modell för kvinnan stod Victorine Meurent, bekant från Manets tidiga mästerverk Frukosten i det gröna och Olympia. Barnet är uppslukad av tidens nymodighet, järnvägen, som i bakgrunden ger upphov till rökmoln. Denna typ av samtidsskildringar skilde Manet från de klassiska och akademiska konstnärerna som i hög grad målade mytologiska eller bibliska motiv.   